# Rede internacional de pedofilia
A rede internacional de pedofilia consiste na associação de indivíduos e organizações criminosas para a prática do crime definido genericamente como pedofilia, e combatido pelas polícias nacionais e Interpol, com o apoio da UNESCO e outros organismos de defesa da criança e do adolescente. A modalidade em maior expansão do crime é a virtual, com o comércio e difusão de imagens contendo menores de idade, usando para tal a Internet.

## Causas e identificação
No mercado clandestino da pornografia infantil, o crime sexual da pedofilia possui um valor econômico importante a atrair para a prática criminosa diversos indivíduos portadores desse desvio (Croce, 1995), inclusive por setores ditos oficiais, contando muitas vezes com a tolerância e negligência da sociedade e de autoridades, sobretudo em países do terceiro mundo.
A pedofilia consiste pela atração por "crianças e adolescentes sexualmente imaturos, com os quais os portadores dão vazão ao erotismo pela prática de obscenidades ou de atos libidinosos" (Croce, 1995 ). A caracterização da pedofilia, portanto, passa pela atração que o portador do desvio sente, e independe da prática de relação sexual, bastando que haja interesse por objeto "sexualmente imaturo". Para a configuração do delito de pornografia infantil, entretanto, mister a "representação, por qualquer meio, de uma criança envolvida em atividades sexuais explícitas reais ou simuladas, ou qualquer representação dos órgãos sexuais de uma criança para fins primordialmente sexuais" (vide Protocolo de ratificação, a seguir).

## Combate internacional
O abuso sexual de crianças é mais corriqueiro e tolerado em sociedades pobres e atrasadas. Na Índia, por exemplo, estima-se que 50% das crianças sofrem algum tipo de abuso. A respeito disso, é em países desenvolvidos que a prática ilícita encontra o respaldo econômico para sua difusão internacional, sobretudo pela prática de turismo sexual, e a constituição de associações em "rede/quadrilha" destinadas a explorar a fragilidade das leis nacionais.
A Interpol dedica-se ao combate das modalidades internacionais dos crimes sexuais contra menores. O fundamento jurídico internacional para o combate aos delitos ligados à pedofilia encontra-se na Convenção Internacional sobre os Direitos da Criança, mas incrementou-se com a ratificação pelos países signatários, em 25 de maio de 2000, do protocolo referente à venda de crianças, à prostituição infantil e à pornografia infantil (este protocolo foi ratificado pelo Brasil através do Decreto Nº 5.007, de 8 de março de 2004).

## Internet como veículo
Levados pelo aparente anonimato, a rede transnacional de delitos ligados à pedofilia encontrou na internet, sobretudo em sítios de relacionamentos ou coletivos (vg. Wikipédia, Orkut, Messenger, etc), meios para sua ampliação. Dados da Interpol informam que os crimes relacionados à pedofilia respondem, sozinhos (em 2007), pela metade dos ilícitos virtuais - suplantando a pirataria e as diversas modalidades de fraudes. Além disso, o organismo internacional informa que há um crescimento anual de 10% desses crimes.
Em fevereiro de 2007, uma rede internacional criminosa envolvendo pedófilos de 77 países foi desmantelada pelas polícias dos EUA e de doze nações europeias, onde o uso de imagens era divulgado e difundido pela rede mundial de computadores. Foram identificados 2361 suspeitos. Este caso teve repercussões em diversas nações; na Costa Rica, por exemplo, um dos países envolvidos, ensejou a mudança da legislação, a fim de punir criminalmente também aqueles que apenas têm a posse de material pornográfico

## Casos concretos
Países como o Brasil, onde a política de combate aos delitos relacionados à pedofilia e aos pedófilos criminosos ainda é recente e a pobreza leva crianças à exploração sexual, oferecem casos rotineiros de prisões de indivíduos envolvidos na rede criminosa, mormente ligado ao que se convencionou chamar de "turismo sexual".

### Turismo sexual
Em Salvador, num mesmo dia (18 de outubro de 2002) foram presos em flagrante, em situações distintas, dois estrangeiros pedófilos: um advogado norte-americano, já condenado na Holanda, e em "passeio" pela capital baiana; e um francês que procurou relativizar o fato, declarando estar bêbado e ter feito "besteira"
Na Tailândia, em março de 2007, quatro estrangeiros (dois britânicos, um norte-americano e um finlandês) foram presos, acusados de crimes relacionados à pedofilia. Com idades entre 54 e 76 anos, estavam na região de Pattaya, a leste do país, tido como um dos integrantes da rota do turismo sexual.

### Participação dos pais
Em 2002, a polícia norte-americana, junto a de países europeus, prendeu vinte pessoas (sendo dez nos EUA e dez na Europa), associados para a troca de material pornográfico infantil. O caso tornou-se mais relevante para a compreensão dessa prática criminosa por envolver os pais das crianças e por possuir uma variante até então desconhecida pelos países ditos "desenvolvidos", que era a participação ativa dos próprios pais na exploração infantil. "No lugar de proteger seus filhos, estes pais os exploravam da pior maneira possível", declarou, à época, Robert Bonner - Chefe do Customs dos EUA.

### Caso Eugênio Chipkevitch
No Brasil, ainda em 2002, o conceituado médico e psicólogo infantil Eugênio Chipkevitch foi o protagonista de um dos mais chocantes casos de abuso sexual contra menores, sobretudo por envolver uma personalidade até então respeitada nacionalmente, justamente no tratamento daquelas que eram-lhe as vítimas. Seu envolvimento com a rede internacional de delitos relacionados à pedofilia foi investigado.

### Pedófilo holandês preso no Brasil
O neerlandês Lawrence Stanley instalou-se na Bahia, mantendo um sítio de pornografia infantil na internet. Foragido da justiça de seu país, onde fora condenado por abuso de crianças, além de procurado nos EUA, escondera-se na capital baiana onde chefiava uma rede internacional de crimes ligados à pedofilia.

### 2007: Rede internacional desbaratada
Em 18 de junho de 2007 a agência britânica de proteção à infância no ambiente cibernético (CEOP), conseguiu desbaratar uma rede internacional de pedófilos, colocando na prisão, em 35 países, cerca de 700 criminosos.
O caso foi o maior da história, sendo revelador do uso dessa modalidade criminosa do espaço virtual da internet como meio de propagação do ilícito. A investigação teve início com a prisão, em setembro de 2006, do pedófilo inglês Timothy David Martyn Cox, que mantinha um sítio virtual de troca de material pornográfico. De posse do endereço eletrônico do criminoso, condenado a uma pena de tempo indeterminado, cerca de 31 crianças foram libertadas - muitas delas abusadas, seviciadas e maltratadas pelos próprios pais.
O uso da internet para a divulgação, propagação e prática criminosa por pedófilos tem crescido em proporções nunca antes registradas, o que motivou a ação inédita da agência britânica, em associação com órgãos policiais de outros países, e prisão imediata dos criminosos da rede. "Como predadores, eles aumentaram a sofisticação do uso da internet para explorar os menores, da mesma forma usamos essas técnicas para os desmascarar", declarou o Chefe Executivo do CEOP, Jim Gamble.

## Sextorsão
O neologismo sextorsão (junção de sexo com extorsão) é uma modalidade da rede internacional de pedófilos que, usando a internet, atraem menores e passam a forçá-los a se exibirem por fotografias em condições cada vez mais vexatórias. A tática funciona com uma primeira exposição da criança em salas de bate-papo ou conversações por redes sociais e, a partir delas, os predadores sexuais coagem o menor a se exporem progressivamente. Estas imagens são, então, compartilhadas pelos criminosos em diversas partes do mundo, sendo que esta modalidade é a que vem encontrando maior crescimento nos últimos anos; em julho de 2013 foram presos 244 pedófilos nos Estados Unidos, e outros 11 no Brasil, Canadá, Israel, México, Filipinas, Cingapura, Coreia do Sul e Tailândia, e identificadas 61 vítimas nesta modalidade.

### Organismos internacionais
- Association of Sites Advocating Child Protection (ASACP)
- National Center for Missing & Exploited Children Cyber Tipline
- HACP - Hacker against child pornography
- Peruvian Net against Child Pornography(RCPI Peru)
- INHOPE - International Association of Internet Hotlines/Tiplines
- ViSOR UK (Violent and Sexual Offenders Register)
- International Child Pornography Reporting Agencies